# Diocese de Osma-Sória
A Diocese de Osma-Sória (em latim: Dioecesis Oxomensis-Soriana) é uma diocese da Igreja Católica localizada no município de Burgo de Osma, na província de Sória, região autônoma de Castela e Leão. É pertencente a Arquidiocese de Burgos na Espanha. Foi refundada em 1001 pelo Papa Silvestre II. Com uma população católica de 76.800 habitantes, sendo 86,5% da população total, possui  99 paróquias com dados de 2021.

## História
Há notícias de sua existência desde o século VI e durante a ocupação muçulmana na Península Ibérica parece que teve alguma atividade. Após a reconquista de Osma (em 1011), não se restaurou a diocese imediatamente, sendo que só foi restaurada em 1101.
Desde 1956 o nome era diocese de Osma, sua sé estava no Burgo de Osma (Soria) e seu territória alcançava as províncias limítrofes de Burgos e Segovia.
Na reorganização do papa João XXIII, a diocese passou a chamar-se de Osma-Soria e sua organização territorial se ajustou aos limites da província administrativa de Soria.

## Bispos
Há relatos da atividade da diocese desde o Século VI.
- Juan † (mencionado em 597)
- Gregorio † (mencionado em 610)
- Egilia † (antes de 633 - depois de 656)
- Godescalco ed Esteban † (mencionado em 675)
- Severiano † (mencionado em 681)
- Sonna † (antes de 683 - depois de 693)
- Sisenando † (cerca 755)
- Eterio † (cerca 784)
- Felmiro † (cerca 881)
- Silo, O.S.B. † (cerca 912)

Em 1101 a diocese é refundada pelo Papa Silvestre II como Diocese de Osma. 
- São Pedro de Bourges, O.S.B. † (1101 - 1109)
- Raimundo † (1109 - 1126)
- Beltrán † (1126 - 1140)
- Esteban † (1141 - 1147)
  - Juan † (1141 (bispo eleito)
- Juan † (1148 - 1173)
- Bernardo † (1174 - 1176)
- Miguel, O.S.B. † (1177 - 1184)
- García † (1185 - 1188)
- Martín Bazán † (1188 - 1201)
- Diego de Acebes † (1201 - 1207)
- Rodrigo Jiménez de Rada, O.Cist. † (1208 - 1209)
- Menendo † (1210 - 1225)
- Pedro Ramírez de Piedrola † (1225 - 1231)
- Juan Dominguez de Medina † (1231 - 1240)
- Pedro de Peñafiel † (1241 - 1246)
- Gil † (1247 - 1261)
- Agustín † (1261 - 1286)
- Juan Álvarez † (1286 - 1296)
- Juan Pérez de Ascaron † (1297 - 1329)
- Bernabé † (1329 - 1351)
- Gonzalo † (1348 - 1354)
- Alfonso Fernando de Toledo y Vargas, O.E.S.A. † (1354 - 1363 )[3]
- Lorenzo Pérez † (1361 - 1367)
- Pedro Gómez Barroso y García † (1368 - 1373)
- Juan García Palomeque † (1373 - 1373)
- Juan de Villareal † (1373 - 1379)
- Pedro Fernández de Frías † (1379 - 1394 )
  - Pedro Fernández de Frías † (1394 - 1404) (administrador apostólico)
  - Lupe de Mendoza † (1404 - 1408 dimesso) (administrador apostólico)
  - Alfonso Carrillo de Albornoz † (1408 - 1422) (administrador apostólico)
- Juan de Cerezuela y Luna † (1422 - 1433)
- Pedro de Castilla de Eril † (1433 - 1440)
- Roberto Moya † (1440 - 1453)
- Pedro García de Montoya † (1454 - 1475)
- Francisco de Santillana † (1475 - 1478)
  - Pedro González de Mendoza † (1482 - 1482) (administrador apostólico)
  - Raffaele Sansoni Riario † (1483 - 1493 dimesso) (administrador apostólico)
- Alfonso de Fonseca † (1493 - 1505)
- Alfonso Enríquez † (1505 - 1523)
- Juan Pardo de Tavera † (1523 - 1524)
- Juan García Loaysa, O.P. † (1524 - 1532)
- Pedro González Manso † (1532 - 1537)
- Pedro Alvarez de Acosta † (1539 - 1563)
- Honorato Juan † (1564 - 1566)
- Francisco Tello Sandoval † (1567 - 1578)
- Alonso Velázquez † (1578 - 1583)
- Sebastián Pérez † (1583 - 1593)
- Martín Garnica † (1594 - 1594)
- Pedro Rojas Enríquez, O.S.A. † (1595 - 1602)[4]
- Enrique Enríquez, O.S.A. † (1602 - 1610)[5]
- Fernando Acevedo † (1610 - 1613)
- Francisco de Sosa, O.F.M. † (1613 - 1618)
- Cristóbal Lobera Torres † (1618 - 1623)
- Alonso Martín de Zúñiga † (1623 - 1630)
- Domingo Pimentel Zúñiga, O.P. † (1630 - 1633)
- Francisco Villafañe † (1633 - 1635)
- Martín Carrillo Alderete † (1636 - 1641)
- Antonio Valdés Herrera † (1641 - 1653)
- Beato Juan de Palafox y Mendoza † (1653 - 1659)
- Nicolás de Madrid, O.S.H. † (1660 - 1660)
- Alonso Enríquez de Santo Tomás, O.P. † (1661 - 1664)
- Pedro de Godoy, O.P. † (1664 - 1672)
- Antonio de Isla y Mena † (1672 - 1681)
- Sebastián de Arévalo y Torres, O.F.M. † (1682 - 1704)
- Jorge Cárdenas Valenzuela † (1704 - 1705)
- Andrés Soto de la Fuente † (1706 - 1714)
- Felipe Antonio Gil Taboada † (1715 - 1720)
- Miguel Herrero Esgueva † (1720 - 1723)
- Jacinto Valledor Fresno † (1723 - 1730)
- José Barnuevo, O.S.B. † (1730 - 1735)
- Pedro de la Cuadra Achica † (1736 - 1744)
- Juan Antonio Oruña † (1744 - 1748)
- Pedro Clemente de Aróstegui † (1748 - 1760)
- Jacinto Aguado y Chacón † (1763 - 1764)
- Bernardo Antonio Calderón Lázaro † (1764 - 1786)
- Joaquín de Eleta, O.F.M. † (1786 - 1788)
- José Constancio Andino † (1790 - 1793)
- Diego Melo Portugal, O.S.A. † (1794 - 1795)[6]
- Antonio Tavira Almazán † (1796 - 1798)
- Francisco Ignacio Iñigo Angulo † (1798 - 1799)
- Juan Moya, O.F.M.Obs. † (1799 - 1801)
- José Antonio Garnica, O.F.M.Cap. † (1801 - 1810)
  - Sede vacante (1810-1814)
- Juan Cavia González † (1814 - 1831)
  - Sede vacante (1831-1847)
- Gregorio Sánchez Rubio, O.S.H. † (1847 - 1852)
- Vicente Horcos San Martín, O.S.B. † (1852 - 1861)
- Pedro María Lagüera Menezo † (1861 - 1892)
- Victoriano Guisasola y Menéndez † (1893 - 1897)
- José María García Escudero y Ubago † (1897 - 1909)
- Manuel Lago y González † (1909 - 1917)
- Mateo Múgica y Urrestarazu † (1918 - 1923)
- Miguel de los Santos Díaz y Gómara † (1924 - 1935)
- Tomás Gutiérrez Diez † (1935 - 1943)
- Saturnino Rubio y Montiel † (1944 - 1959)

Em 1959 a diocese tem seu nome alterado para Diocese de Osma-Soria pelo Papa João XXIII.
|                      | Nome                       | Período              | Notas                        |
| Bispos de Osma-Soria | Bispos de Osma-Soria       | Bispos de Osma-Soria | Bispos de Osma-Soria         |
| -------------------- | -------------------------- | -------------------- | ---------------------------- |
| 8º                   | Abilio Martínez Varea      | 2017 - 2025          | Nomeado bispo de Ciudad Real |
| 7º                   | Gerardo Melgar Viciosa     | 2008 - 2016          | Nomeado bispo de Ciudad Real |
| 6º                   | Vicente Jiménez Zamora     | 2004 - 2007          | Nomeado bispo de Santander   |
| 5º                   | Francisco Pérez González   | 1995 - 2003          |                              |
| 4º                   | Braulio Rodríguez Plaza    | 1987 - 1995          | Nomeado bispo de Salamanca   |
| 3º                   | José Diéguez Reboredo      | 1984 - 1987          | Nomeado bispo de Ourense     |
| 2º                   | Teodoro Cardenal Fernández | 1969 - 1983          | Nomeado arcebispo de Burgos  |
| 1º                   | Saturnino Rubio y Montiél  | 1959 - 1969          |                              |